# Chakra

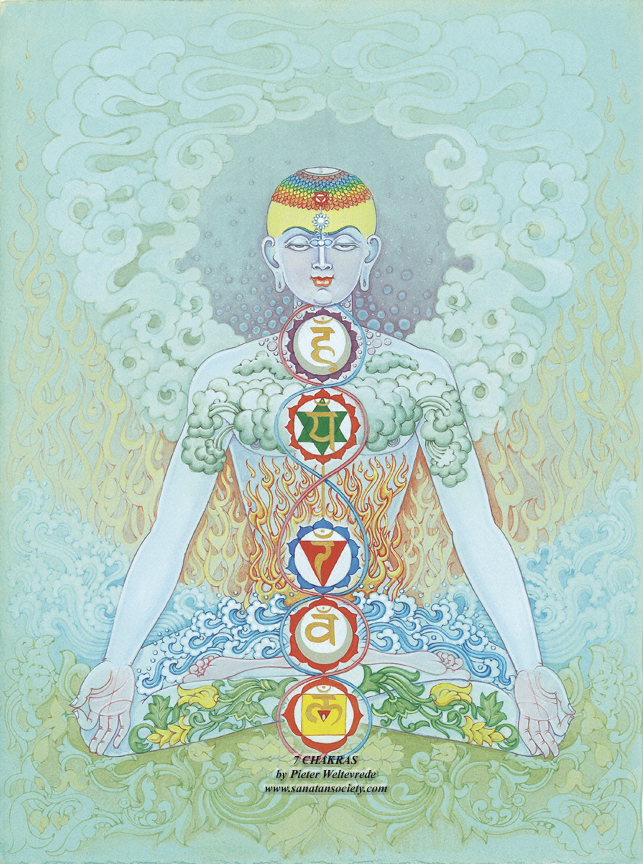
Cele șapte chakre ale corpului uman

Chakra (derivat din sanscrită: cakraṃ चक्रं ([ˈtʃəkrə̃]), pronunțată [ˈtʃəkrə] în limba hindusă; Pali: ॰हक्क chakka, chineză: 轮, tibetană: འཁོར་ལོ་; khorlo) este un cuvânt din limba sanscrită care se traduce prin roată sau cerc. Chakra este un concept filosofic care se referă la vârtejuri în formă de cerc care, conform medicinei indiene tradiționale, ar exista în corpul uman. Deși există mulți susținători contemporani ai conceptului , din cauza naturii subtile a subiectului, știința modernă nu a dovedit existența sau inexistența chakrelor.
Omul comunică cu mediul înconjurător prin intermediul chakrelor. Ele asigură un permanent schimb de energii subtile care au rolul de a mijloci comunicarea în orice situație. Din fiecare chakra radiază un anumit număr de canale energetice („nadi”) cunoscute în tradiția yoghină sub numele de petale sau spițe energetice. Clarvăzătorii susțin adeseori că văd chakrele ca niște focare de lumină subtilă distinct colorate care au un număr diferit de petale, care pornesc dintr-un punct central.
Chakrele sau centrele energetice principale sunt șapte la număr, sunt dispuse de-a lungul coloanei vertebrale (din creștetul capului până la baza coloanei vertebrale).

## Definiții
Deși conceptul este de o natură subtilă și nedovedită științific, autori contemporani sunt de acord cu existența lor . În general sunt descrise șapte chakre principale:
1. Muladhara (Sanscrită: मूलाधार, Mūlādhāra) Chakra Rădăcină (zona perineului; ultimul os al coloanei vertebrale, coccis)
2. Swadhisthana (Sanscrită: स्वाधिष्ठान, Svādhiṣṭhāna) Chakra Sacrală (zona osului sacru; ovar/prostată)
3. Manipura (Sanscrită: मणिपूर, Maṇipūra) Chakra  buricului, două degete sub ombilic.
4. Anahata (Sanscrită: अनाहत, Anāhata) Chakra inimii (zona inimii, glanda timus)
5. Vishuddha (Sanscrită: विशुद्ध, Viśuddha) Chakra gâtului (zona gâtului)
6. Ajna (Sanscrită: आज्ञा, Ājñā) Chakra frunții sau al treilea ochi (zona mijlocului frunții; glanda pineală)
7. Sahasrara (Sanscrită: सहस्रार, Sahasrāra) Chakra coroanei (zona creștetului capului;glanda hipofiză)

Chakrele Majore
Muladhara
Swadhisthana
Manipura
Anahata
Vishudda
Ajna
Sahasrara

- După deschiderea și echilibrarea celor 7 chakre se formează Yin si Yang, acesta se va așeza în zona Manipura (Sancrită: मणिपूर, Maṇipūra) Chakra buricului, se stabilizează și apoi se pot utiliza cele 7 chakre în parte individual sau prin amestec în funcție de efectul dorit. Perioada de stabilizare, este o perioadă de creație și asociere liberă , fără sens pentru cei care interacționează cu persoana care este în pocesul de stabilizare și calibrare.

## Chakra în medicina vestică alternativă

### Sistemul endocrin
Importanța și nivelul de existență cel mai mare al chakrelor este postulat în psihicul omului. Însă, sunt unii oameni care cred că chakrele au și o importanță asupra fizicului de asemenea. Autorul Philip Gardiner, spre exemplu, a descris chakrele ca dubluri metafizice ale sistemului endocrin, în timp ce Anodea Judith a observat o similaritate între pozițiile celor 2 și rolurile descrise pentru fiecare. Stephen Sturgess leagă de asemenea cele 6 chakre majore aflate pe coloana vertebrală cu grupurile de nervi corespunzătoare zonelor coloanei vertebrale, dar și a glandelor apropiate. C.W. Leadbeater a asociat Ajna cu glanda pineală, care face parte din sistemul endocrin.

## Cele 7 Chakre Majore

### Sahasrara: Chakra Coroanei
|  | Sahasrara este considerată a fi chakra purei conștiințe. Se spune că rolul ei este similar hipofizei, care secretă hormoni pentru comunicarea cu restul sistemului endocrin, și care se conectează cu sistemul central nervos prin Hipotalamus. Talamusul se crede că ar avea rolul principal în baza fiziologică a conștiinței. Simbolizată de o floare de lotus cu 1000 de petale, Sahasrara este localizată la coroana capului. Sahasrara este reprezentată de culoarea albă și ea implică probleme fiziologice ca înțelepciunea și moartea. Aspectul interior al Sahasrarei se crede că are legatură cu eliberarea de karma, acțiune fiziologică cu meditația, acțiune mentală cu conștiința universală și unitară, și acțiune emoțională cu existența. |

### Ajna: Chakra Sprâncenii
|  | Ajna (împreună cu Bindu, este de asemenea numită și "chakra celui de-al treilea ochi") este legată de glanda pineală, care ne poate informa de un model al previziunii chakrei. Glanda Epifiza este o glandă fotosensibilă care produce hormonul melatonin care controlează somnul și trezirea. Ajna este simbolizată de o floare de lotus cu 2 petale, și corespunde culorilor violet, indigo sau albastru închis. Principalele probleme ale Ajnei implică echilibrul părții superioare și inferioare și încrederea în ghidarea din interior. Aspectul intern al Ajnei este legat de accesul intuiției. Din punct de vedere mintal, Ajna e legată de Conștiința vizuală. Din punct de vedere emoțional, Ajna e legată de claritate la un nivel intuitiv. (Notă: Unii oameni susțin că hipofiza și glanda pineală trebuie să fie schimbate în relația lor cu chakrele Coroanei și Sprâncenei, bazându-se pe descrierile din cartea lui Arthur Avalon în domeniul kundalini intitulată Serpent Power sau cercetarea empirică.) |

### Vishuddha: Chakra Gâtului
|  | Vishuddha (sau Vishuddhi) poate fi înțeleasă prin relatarea comunicației și creșterea prin expresie. Această chakra este paralela glandei tiroide, o glandă endocrină situată de asemenea în gât și care produce Tiroxină, responsabilă de creștere și maturizare. Este simbolizată printr-o floare de lotus cu 16 petale. Vishudda este caracteriză de culoarea albastru deschis și pal, sau turcoaz. Ea guvernează probleme ca expresivitatea de sine și comunicația. Din punct de vedere fiziologic, Vishuddha guvernează comunicația, emoțional guvernează independența, mental guvernează gândirea fluentă, și spiritual guvernează simțul securității. Dacă se prezintă niște afecțiuni ale gâtului, corzilor vocale sau cavității bucale atunci Vishudda este dezechilibrată. |

### Anahata: Chakra Inimii
|  | Anahata, sau Anahata-puri, sau padma-sundara este legată de timus, glanda endocrină localizată în coșul pieptului. Timusul este un element al sistemului imunitar, dar și al sistemului endocrin. Este baza maturizării celulelor T responsabile pentru vindecarea bolilor și poate fi afectată de Stress. Anahata este simbolizată printr-o floare de lotus cu 12 petale. (Vezi și bodhicitta). Anahata este legată de culorile verde sau roz. Problemele majore în care este implicată Anahata implică emoțiile complexe compasiunea, tandrețea, dragostea necondiționată, echilibrul spiritual, respingerea și starea de bine. Fiziologic, Anahata guvernează circulația, emoțional guvernează dragostea necondiționată pentru sine și celelalte ființe, mental guvernează pasiunea, și spiritual guvernează devotamentul. |

### Manipura: Chakra Focului
|  | Manipura sau manipuraka este legată de metabolism și de sistemul digestiv. Se crede că Manipura corespunde Insulelor lui Langerhans, care sunt grupuri de celule din pancreas, de asemenea din peretele exterior al glandelor suprarenale și cortexului adrenal. Acestea joacă un rol foarte important în digestie, conversiunea din aliment în energie pentru corp. Este simbolizată printr-o floare de lotus cu 10 petale. Culoarea care îi corespunde Manipurei este galben. Problemele majore guvernate de Manipura sunt chestiuni de putere personală, frică, anxietate, formarea unei opinii, introversiune, și tranziția din emoții de bază și simple la complexe. Din punct de vedere fiziologic, Manipura guvernează digestia, mental guvernează puterea personală, emoțional guvernează expansivitatea, și spiritual guvernează tot ce înseamnă creștere și dezvoltare. |

### Svadhisthana: Chakra Sacrală
|  | Swadhisthana, Svadisthana sau adhishthana este localizată în zona sacrală (de unde și numele) și se crede că este legată de testicule sau ovare, glande care produc diverși hormoni sexuali implicați în funcția de reproducere. Se mai crede că Svadisthana este legată de sistemul genital și de glandele suprarenale. Chakra Sacrală este simbolizată printr-o floare de lotus cu 6 petale, și corespunde culorii portocaliu. Problemele majore legate de Svadisthana sunt relațiile, violența, dependențele, nevoile emoționale de bază, și plăcerea. Fiziologic, Svadisthana guvernează reproducerea, mental guvernează creativitatea, emoțional guvernează bucuria, și spiritual guvernează entuziasmul. |

### Muladhara: Chakra de Bază
|  | Muladhara sau Chakra Radacină este legată de instinct, securitate, supraviețuire și de asemenea de potențialitate umană. Această Chakra este localizată în zona perinală, care este regiunea dintre organul genital și anus. Deși nu există niciun organ endocrin în acea zonă, se spune că se leagă de gonade și de măduva glandei suprarenale, care este responsabilă pentru răspunsul "luptă sau fugi", simptom care se activează când viața este pusă în pericol. Există un mușchi localizat în această regiune care controlează ejacularea la bărbați. O paralelă este dusă între spermatozoid și ovul, unde se află codul genetic și kundalini. Muladhara este simbolizată printr-o floare de lotus cu 4 petale și culoarea reprezentativă este roșu. Problemele majore implică sexualitatea, dorința și obsesia. Din punct de vedere fiziologic, Muladhara guvernează sexualitatea, mental guvernează stabilitatea, emoțional guvernează senzualitatea, și spiritual guvernează un simț al securității. Woodroffe descrie de asemenea 7 chakre la cap (incluzând Ajna și Sahasrara) în alte texte indiene. Începând cu cea mai de jos, ele sunt, în ordine: Talu/Talana/Lalana, Ajna, Manas, Soma, Brahmarandra, Sri (aflată în Sahasrara), Sahasrara. |

## Chakrele minore
Se spune că sunt 21 chakre minore care sunt puncte reflectate de chakrele majore. Acestea 21 sunt grupate în 10 tipuri de chakre, fiecare grup corespunzând piciorului, mâinii, genunchiului, cotului, vintre, claviculă, buric, umăr și ureche. Splina poate de asemenea să fie clasificată ca o chakră minoră de unele persoane în ciuda faptului că nu are nici o asociație cu o altă chakră.

## Chakrele și medicina convențională
Anatomia modernă nu a dovedit până acum existența niciuneia dintre chakre.
Mai mult, practicanții terapiei cu cristale nu au încă o explicație pentru modul în care cristalele inerte pot influența fiziologia pacienților.
Testele clinice asupra acupuncturiii au arătat că efectele sale nu sunt mai bune decât cele ale tratamentelor placebo,, iar studii ale scepticilor precum Emily Rosa au demonstrat inabilitatea vindecătorilor prin energie de a detecta „câmpurile energetice” . În prezent nu există nicio dovadă clară că chakrele, vindecarea prin energie sau atingerea vindecătoare ar fi bazate pe altceva decât hipnoză ușoară și efectul placebo.